# Artesanía salteña

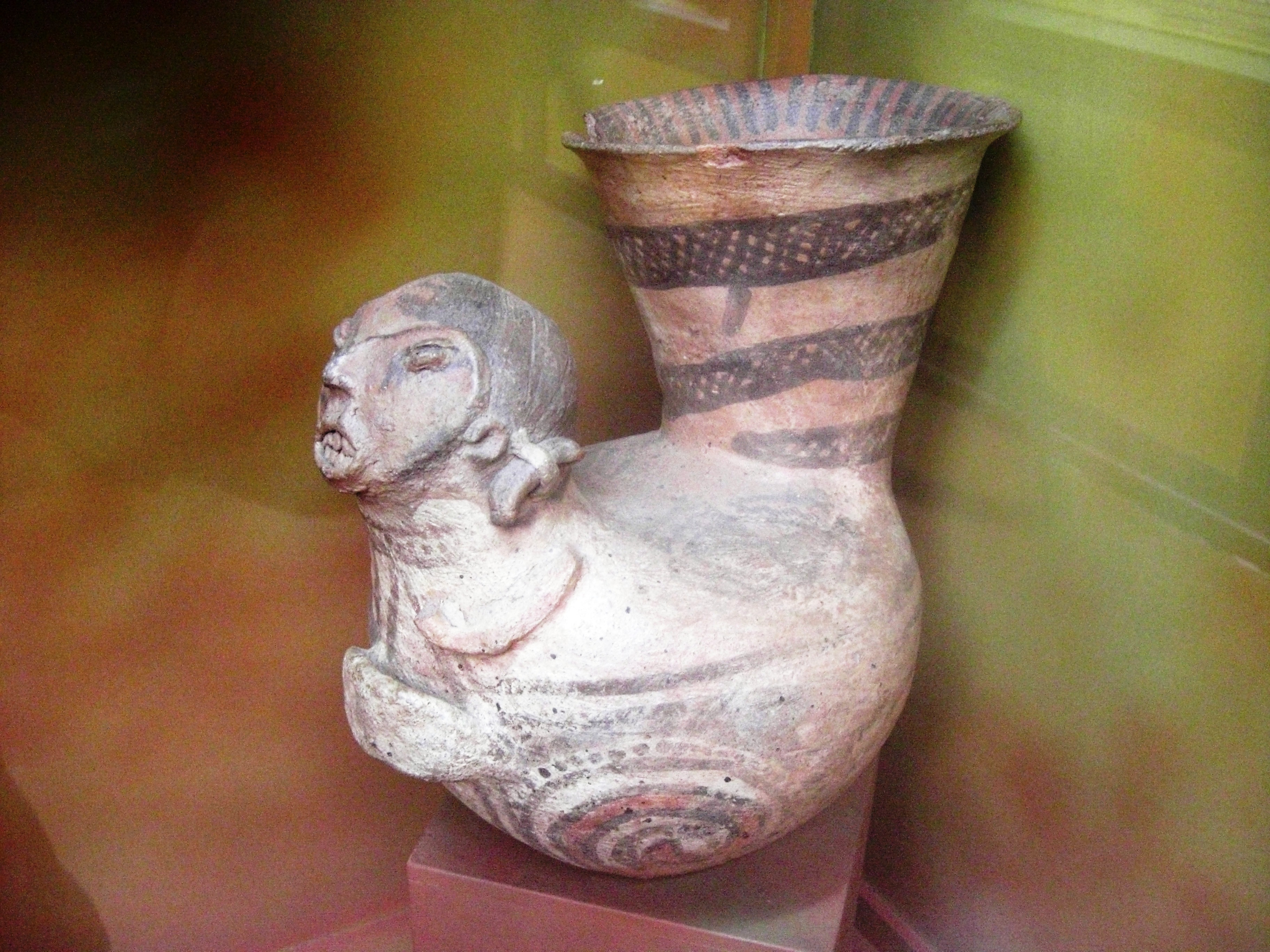
Pieza de alfarería. Valles Calchaquíes. Museo de La Plata.

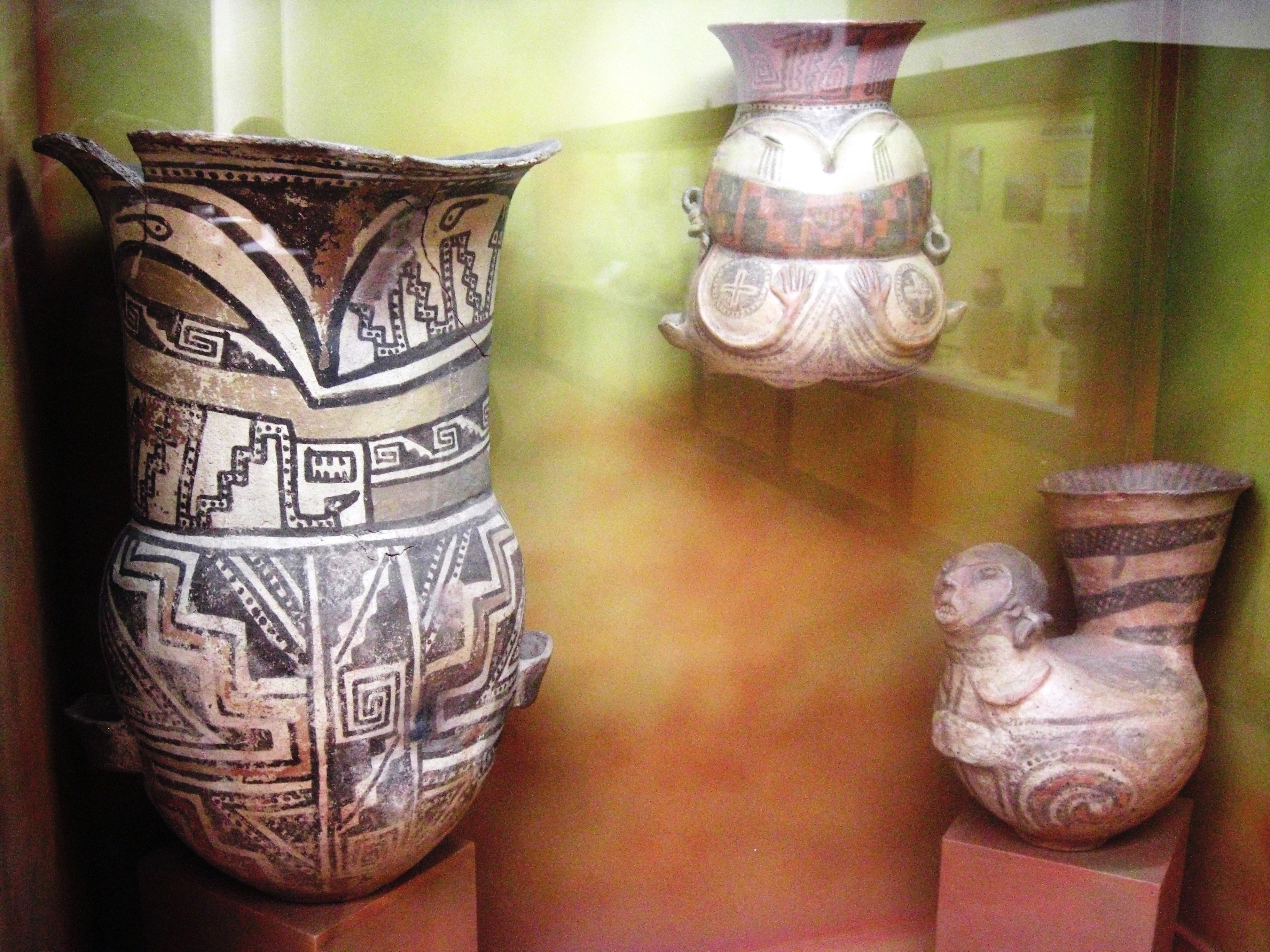
Museo de La Plata Artesanías Calchaquíes.

La artesanía salteña, como heredera de dos importantes tradiciones —la andina y la colonial—, es de indudable calidad, sobre todo en manifestaciones como la textilería, la platería criolla y la cerámica que fueron heredados de los Calchaquíes.
A partir de 850Dc, los Calchaquies desarrollaron una cultura de gran riqueza. Vivían en poblados organizados, usaban metales y eran agricultores, pastores y excelentes alfareros.
Veneraban a deidades sobrenaturales (el sol, la luna, el trueno y la tierra) y hablaban una lengua propia llamada kakán. En 1480 fueron incorporados al imperio inca (Tawantinsuyu), del que recibieron una fuerte influencia cultural.
Inicialmente opusieron resistencia a la conquista incaica (1471 a 1563 -Tercera expansión del Imperio incaico-); luego, en  Argentina, lograron resistir más de cien años el avance de los españoles en las Guerras Calchaquíes al mando de Kalchakí, llamado por los españoles Juan Calchaquí (de allí su nombre Calchaquíes).
Posteriormente a las guerras, los españoles tomaron la decisión de dividir, deportar y reducir a los pueblos Calchaquies a la esclavitud. Aún se conservan restos de sus ingeniosas construcciones llamadas por los quechuas púkara (o pucará) como la ciudadela de Tastil, Tolombón, Chicoana y Atapasi en la provincia.
Aunque sus orígenes difieren de los pueblos andinos (los calchaquies tenían linajes huárpidos, pámpidos y andinos); al menos a partir del llamado horizonte Tiawanaku recibieron importante influjo cultural y religioso, estilos de cerámica, etc. desde los Andes Centrales (es decir, desde la región andina ubicada entre los 29ºS y la línea del Ecuador).
Aunque de culturas muy similares, por algunos rasgos, en especial lingüísticos, muchos etnógrafos hacen una separación de los diaguitas propiamente dichos respecto a los quechuas, los aymaras, los capayán y los calchaquíes, quienes también habitaron el norte argentino.
Vivían en casas cuadradas, hechas de piedra y con techo de paja. Las casas no tenían ventanas y el techo era de barro o paja. Sus construcciones fueron monumentales.
Cultivaron el maíz, con el sistema de terrazas. Obtenían lana de la llama, el guanaco y la vicuña. Fabricaron vasijas, jarros y platos de cerámica. Trabajaron el oro, la plata y el cobre (el oro resultaba muy escaso y eran asociados a adornos trasportados del Cusco).
Aunque el maíz era la base de su alimentación, también los porotos y el zapallo formaban parte de su dieta. Sembraban algodón, ajíes, quina, kiwicha y recolectaban frutos silvestres como el agarrobo, chañar y copao. De la corteza y de la raíz obtenían tinta para teñir lanas y telas, y de sus frutos hacían harina para cocinar un pan llamado patay. También preparaban las bebidas fermentadas: la chicha y la aloja, parecidas a la cerveza, o la refrescante añapa.
Criaban también llamas y alpacas, sobre todo en las zonas altas y frías. La mayor parte del año se dedicaban a la ganadería, pastoreo de camélidos de los cuales obtenían carne (la cual era secada al sol para obtener charqui -carne deshidratada-), lana y huesos que usaban en la confección de herramientas; aunque también eran usados para el transporte de carga.
Las pictografías son numerosísimas en la región. Generalmente se trata de reproducciones de figuras aisladas, aunque la exigüidad de la pared lítica que las contiene les dé un engañoso aspecto de composición. Algunas parecen haber sido escenas de conjunto. Los animales están también representados.
La música tenía cierto tinte militar. Tocaban pinkillos y cornetas. Además utilizaron la flauta de pan, la flauta análoga en madera, las flautas simples, silbatos, ocarinas.
Los calchaquíes eran diestros alfareros. Cada familia fabricaba sus ollas, cántaros y vasijas. Además, había artesanos especializados que realizaban, por ejemplo, las urnas funerarias, donde enterraban a sus muertos.
En la provincia, los calchaquies desarrollaron la cultura Candelaria y cultura Alfarcito entre otras.
Hoy, artesanos afincados en los Valles Calchaquíes, heredaron su cultura la que puede encontrarse en la artesanía de toda la Provincia de Salta.

## Arte y tradición que llega hasta nuestros días

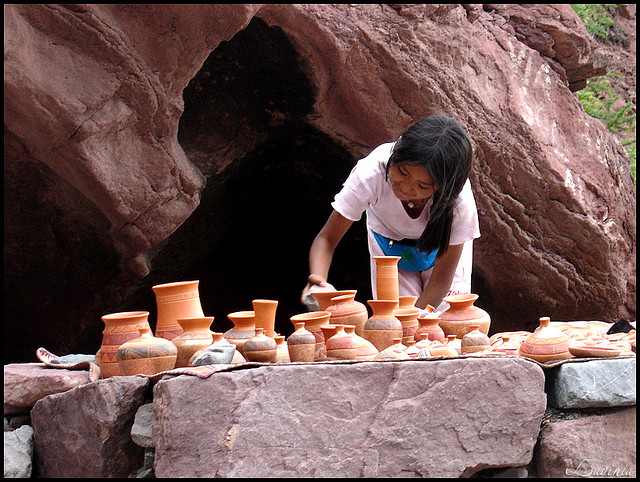
Niña mirando artesanía.

Considerada pródiga tierra de artesanos y teleros, la provincia de Salta ofrece una enorme diversidad de artesanías: tejidos y tapices, ponchos, piezas de platería criolla, obras en junco, madera, arcilla y piedra, trabajos en cuero y asta y la construcción de instrumentos musicales, frutos de la tierra que ofrecen artesanos vallistos, con costumbres heredadas y transferidas de padres a hijos durante generaciones. Fueron tres las fuentes las que nutrieron la artesanía salteña, la indígena heredada por los calchaquíes que habitaron la región, la afluencia del Alto Perú con la Invasión Inca (1471 a 1533) y posteriormente con la española en la época de la colonia.
Reconocida como patrimonio cultural tangible a nivel nacional e internacional la artesanía salteña se encuentra protegida y fomentada a través de la ley provincial n.º 7237; no toda la artesanía que se realiza en Salta tiene un sello de origen que certifica su autenticidad garantizando su calidad y origen. Si bien, recientemente, se implementó la modalidad para el poncho salteño, la cantidad de artesanos que utilizan esta certificación va cada día en aumento.

### Cestería
La cestería es la artesanía más antigua que se ha practicado en la región y está ampliamente distribuida por todo el territorio salteño; lo reconoce así la arqueología, encontrándola incluso en tiempos prehistóricos donde se empleaban fibras y varillas vegetales.
Así por ejemplo, en los departamentos de San Martín, Rivadavia y Orán, grupos aborígenes realizan trabajos empleando principalmente la hoja de palma. En Cafayate se trabaja el simbol, gramínea de la región, como así también el poleo. En todos los casos se producen canastos, cestos, paneros, posaplatos, abanicos y demás objetos de variadas formas y dimensiones.

### Alfarería
Siguiendo la cultura heredada por los Calchaquíes quienes eran excelentes alfareros, podemos encontrar vasijas, jarros, jarrones y platos de cerámica entre otras cosas, realizados por los artesanos, generalmente para fines decorativos.
Pueden encontrarse en color crudo o decorados con pictogramas andinos, generalmente con figuras antropomórficas y/o zoomórficas como el yaguar, ñandú o quirquincho, típicos de la zona. Muchas son las obras realizadas para colección, las cuales se encuentran y ofrecen como verdaderas obras de arte en los mismos talleres de los artesanos, en muestras de museos o galerías de la ciudad.
Artesanías como ollas y vasijas, aparte de ser decorativas, pueden utilizarse para fines domésticos (como ser en la elaboración de los alimentos cocinados al fuego). Utilizando técnicas primitivas como el moldeado a mano y otras más modernas como el moldeado a torno (impulsado por el pie del alfarero que lo hace girar), para luego pasar al horno y finalmente ser decoradas. Puede verse también artesanía en cerámica negra y vitrificadas.
Durante el mes de julio, en la localidad de San Carlos, se realiza anualmente el Encuentro Nacional de Ceramistas.

### Tejidos

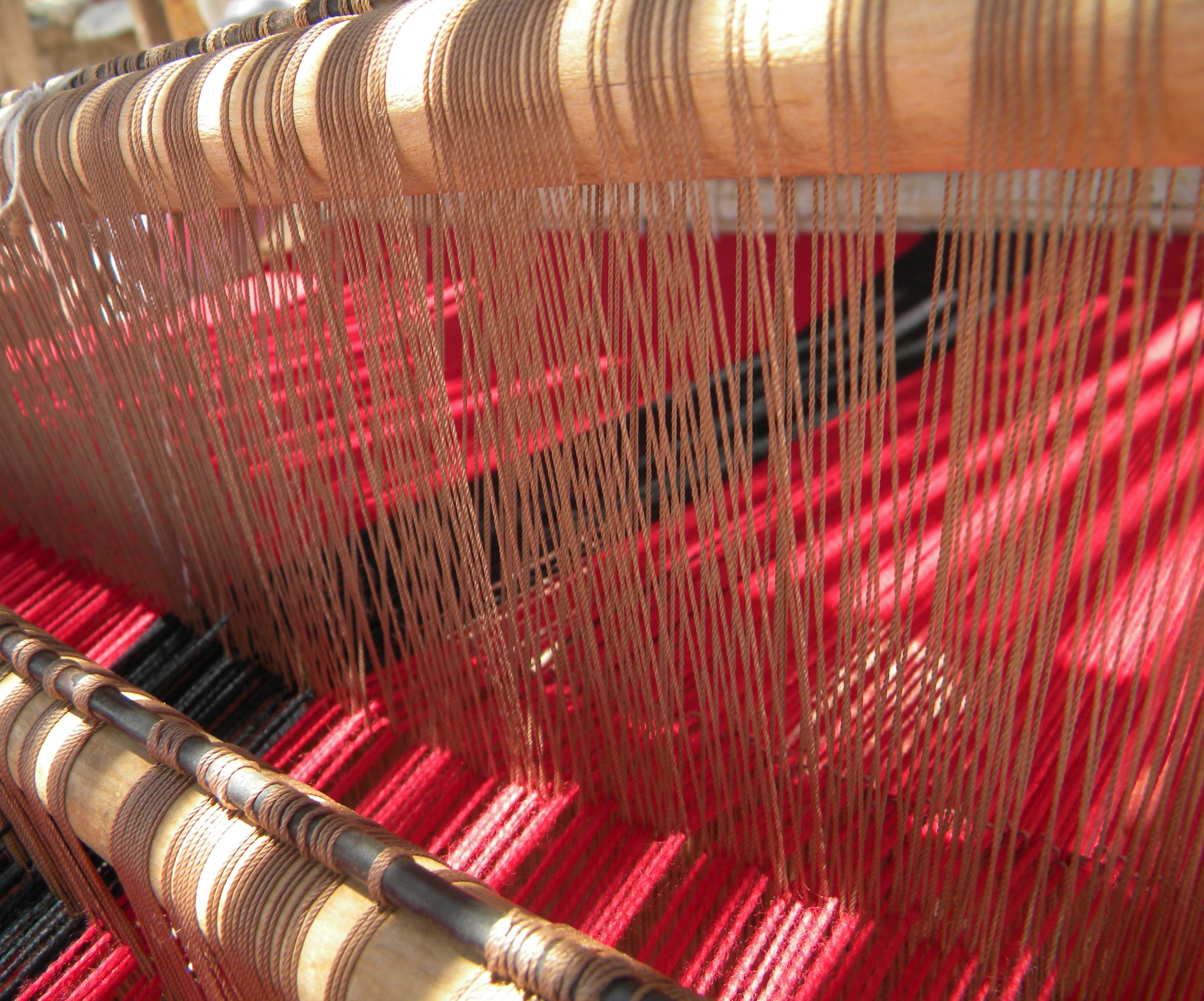
Telares en la provincia de Salta.

Los calchaquíes conocieron los telares verticales y horizontales con los que crearon variados tejidos de colores vivos, en contraste con la naturaleza que los rodeaba. De lana de auquénidos y algodón, se conservan muestras que pueden verse hoy en día. Mayormente utilizaban la lana de alpaca y posteriormente utilizaron la de oveja, que fue introducida con la llegada de los europeos. Hoy la lana rústica de este último animal domina los tejidos.
Es en el noroeste argentino donde se presentan piezas de gran relevancia y calidad. La Cultura candelaria (año 0 al 600 d. C., perteneciente al período medio) ostenta una vasta producción. En el período tardío (hasta la penetración Incaica – Siglo XV) el desarrollo textil, que era considerado una tarea o actividad familiar, resulta de sumo interés para los antropólogos e investigadores.
El panorama que puede observarse en la actualidad es el resultado de la convergencia de varias culturas tanto calchaquí, inca como la europea. Es en la Puna donde con mayor normalidad puede observarse que, mientras la mujer produce fajas con un telar de cintura, su pareja hace mantas en el telar de pedales de origen español o en el criollo de características parecidas.
Hoy, siguiendo esas mismas costumbres en telares artesanales y al aire libre, artesanos trabajan la lana de oveja, alpaca y llama. Se comienza con el lavado, el que se hace reiteradas veces, luego se la ovilla a mano en ruecas para pasar al cardado (peinado de las fibras textiles antes de hilarlas, generalmente con un peine de hueso o espinas de cardones) y finalmente volcarla en la urdiembre de un enorme y prolijo telar. Hilados a mano de colores naturales y bordados artesanales, con formas y diseños andinos, mujeres de los valles ofrecen: ponchos, tapices, mantas y fajas, alfombras y una gran variedad de productos en las ferias artesanales de toda la provincia.

### Poncho salteño

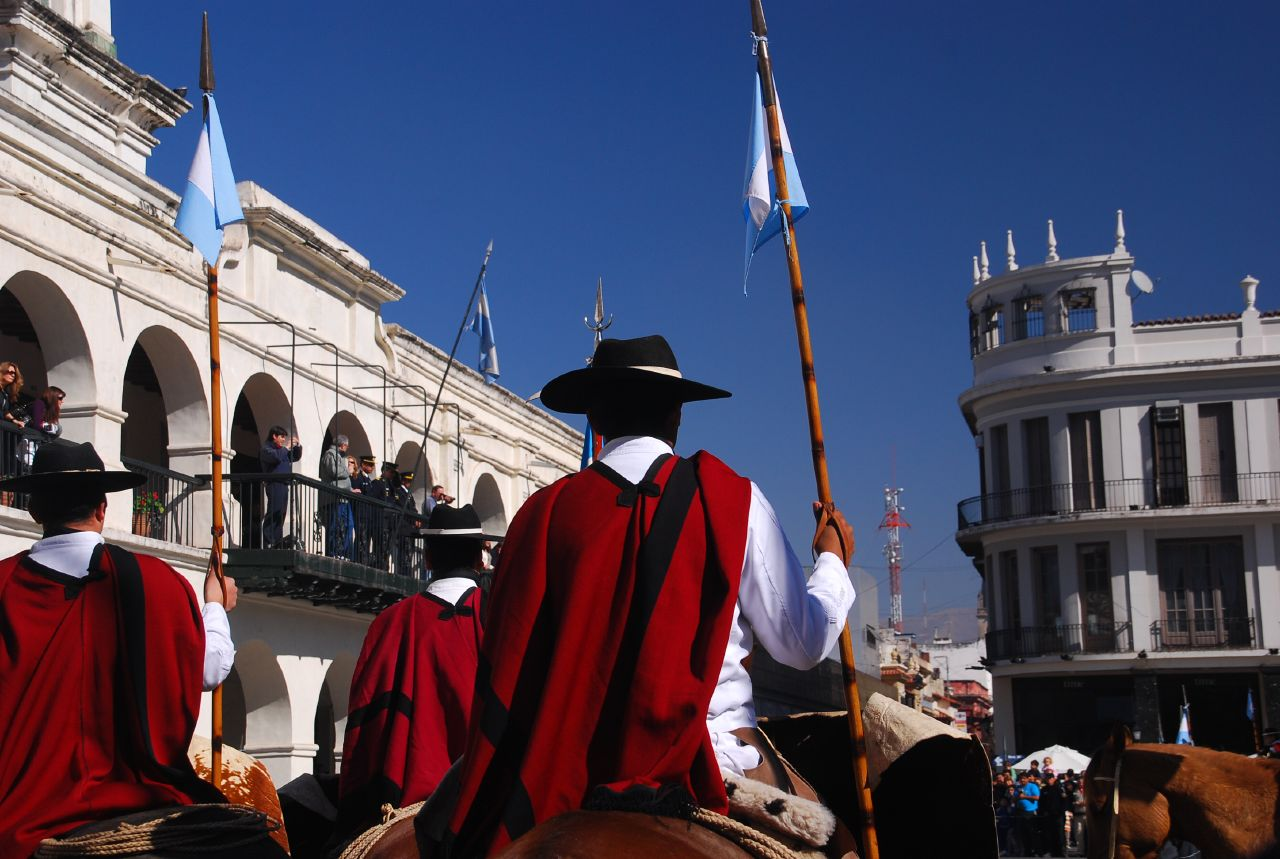
Gauchos de Güemes vistiendo ponchos salteños.

El poncho es la prenda que le sirve al gaucho para el frío y la lluvia; para dormir y, enrollado en un brazo, para pelear. Se lo utilizaba ya en tiempos prehispánicos y posteriormente fue representativo de la población criolla.
El poncho salteño es tejido a mano en telares artesanales a pala (hechos de cañas y trocos); son sumamente apreciados los de lana de vicuña que son muy abrigados al tiempo que livianos. Éste, al ser un animal protegido legalmente por peligro de extinción, dejó de producirse. Hoy existe producción de la lana del camélido gracias al sistema de cría en cautiverio fomentado por el INTA.
Se encuentran también los realizados en algodón, lana de alpaca, llama o guanaco como así también de hilos industriales de merino y seda para utilizarse en lugares cálidos.
Compuesto de dos piezas cocidas, los ponchos enlutados con franjas negras aparecen en varios pueblos andinos, como homenaje dolorido a Atahualpa cruelmente ejecutado. Posteriormente, durante su gestión como gobernador de la provincia de Salta entre 1815 y 1821, el general Martín Miguel de Güemes impuso el uso del poncho a sus milicianos llamados “Infernales” (contrario al escuadrón realista de Zerda “Angelicales”, que los consideraba “ángeles defensores de una causa justa”) con tonos en color rojo con guarda y flecos negros.
Los artesanos tomaban el color rojo de tierras ricas en óxidos de hierro, mientras que al bermellón lo obtenían del cinabrio. Fue recién después del asesinato de Güemes que sus gauchos añaden un segundo luto, esta vez en el corbatín del mismo.
Más tarde en 1996, sus colores inspiraron la bandera de Salta.

### Tallas y artesanía en madera
Máscaras Chanés: artesanía originaria de la etnia sudamericana de procedencia arawac. Esporádicamente, los hombres, en especial jóvenes, se internan en el bosque o monte en busca de samóu (nombre genérico del yuchán o palo borracho), materia prima que es utilizada para confeccionar las máscaras.
Trabajando la madera totalmente a mano, esta es pintada con arcillas y piedras naturales. Las máscaras poseen figuras de animales autóctonos de la zona como: loro, tucán, jaguar, venado, lechuza y otras; inclusive de animales domésticos como perros o gatos.
Cardón: Echinopsis atacamensis o comúnmente llamado “cardón de la puna” llega a medir aproximadamente diez metros de altura y vive alrededor de 250 años. Alcanza recién su madurez a los cuarenta o cincuenta años de edad y sólo a partir de los cien su madera se encuentra lista para su uso debido a que antes de este tiempo no posee la consistencia necesaria.
Debido a la tala indiscriminada, y para proteger la especie, se crea en 1999 el Parque nacional Los Cardones. A partir de ese momento las tallas en madera de cardón están restringidas exclusivamente a la madera caída y muerta, por lo que los especialistas en esta disciplina suelen ser escasos como la artesanía que se comercializa.
Su madera liviana se utiliza para techos y muebles. De textura porosa y color singular, se realizan también portarretratos, cofres, bandejas, lámparas, inclusive mesas de luz en madera 100% de cardón; también en combinación de otras maderas, con platería y/o alpaca.
Sus muchas agujas espinosas poseen una longitud de entre 4 a 14 centímetros y con ellas los pobladores de la zona hilan lana y realizan también aros artesanales.
Se utiliza comúnmente en el noroeste argentino y puede verse en edificios antiguos como la iglesia de Cachi en techos, pisos, aberturas y muebles.
Otras maderas regionales: Se realizan también artesanías en madera de algarrobo o palo santo como mates, aves exóticas y animales típicos de la región.
Tal como si se tratara de un verdadero rompecabezas, se forman diferentes paisajes similares a cuadros; también figuras a las que se le engarza pequeños trozos de asta o hueso pulido para darle un mejor detalle a la artesanía como el pico de un ave o el globo ocular de los animales que se reproducen.

### Piedra ónix

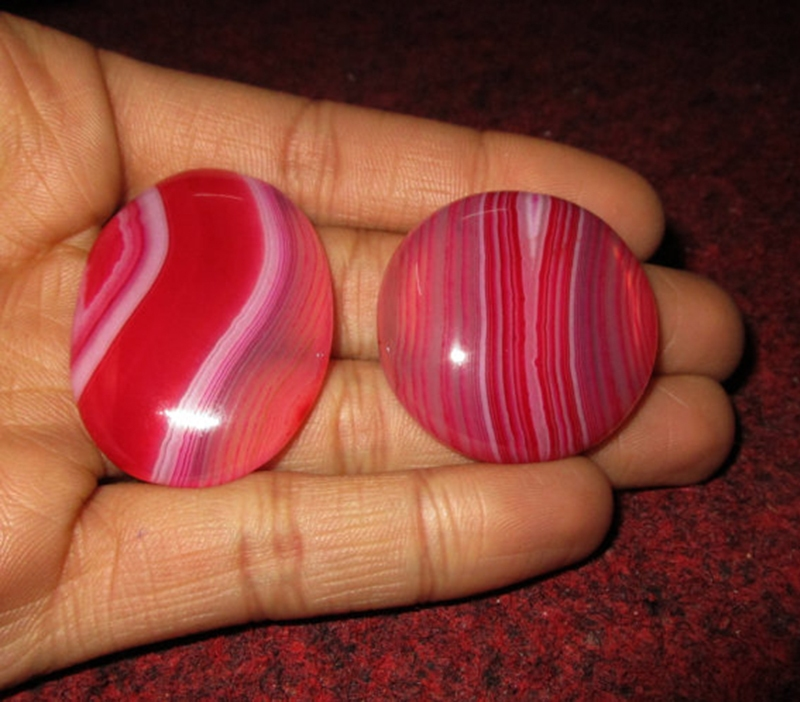
Artesanía en ónix rojo.

Reconocida como una de las provincias más ricas en variedades de ónix de América del Sur, la provincia de Salta cuenta con ónix de 1.º calidad y de gran variedad.
Este mineral, considerado como piedra semipreciosa, se extrae de canteras ubicadas en la puna, en los distritos de Arita, Casa del Zorro, Catúa, León, Agua del desierto y Huaytiquina, entre los que se destacan el ónix color Rojo divino, Rojo dragón, Verde mundial, Verde Arita, Verde esmeralda, Crema, Caramelo, Naranja, Rojo Cachi, Amarillo yema, Blanco puro, Marrón Güemes, Negro, Verde agua y el famoso Azul cielo que se exportó a la Ciudad del Vaticano.
Recientemente, en el año 2006, se encontró una variedad roja única en cercanías de la localidad de Cachi en los Valles Calchaquíes, con un gran parecido a la rodocrosita, piedra que distingue a la Argentina en el mundo.
Con esta gran variedad de piedras ornamentales se realizan tanto artesanías como joyería de excelente calidad.

### Cuero argentino
Los cueros argentinos están considerados como los de mayor calidad del mundo, y entre muchos factores se debe que el ganado es criado a cielo abierto y en praderas naturales. Los animales provienen exclusivamente de razas europeas como Hereford, Holando-Argentino y Aberdeen Angus.
En Salta se producen diferentes productos de cuero como cintos, carteras, zapatos, etc. elaborados artesanalmente, con diseños originales sin adición de pegamentos sintéticos ni costuras mecánicas. La platería local sumada al trabajo artesanal del cuero logra una excelente combinación buscada y apreciada por los gauchos de la región.

### Otros productos

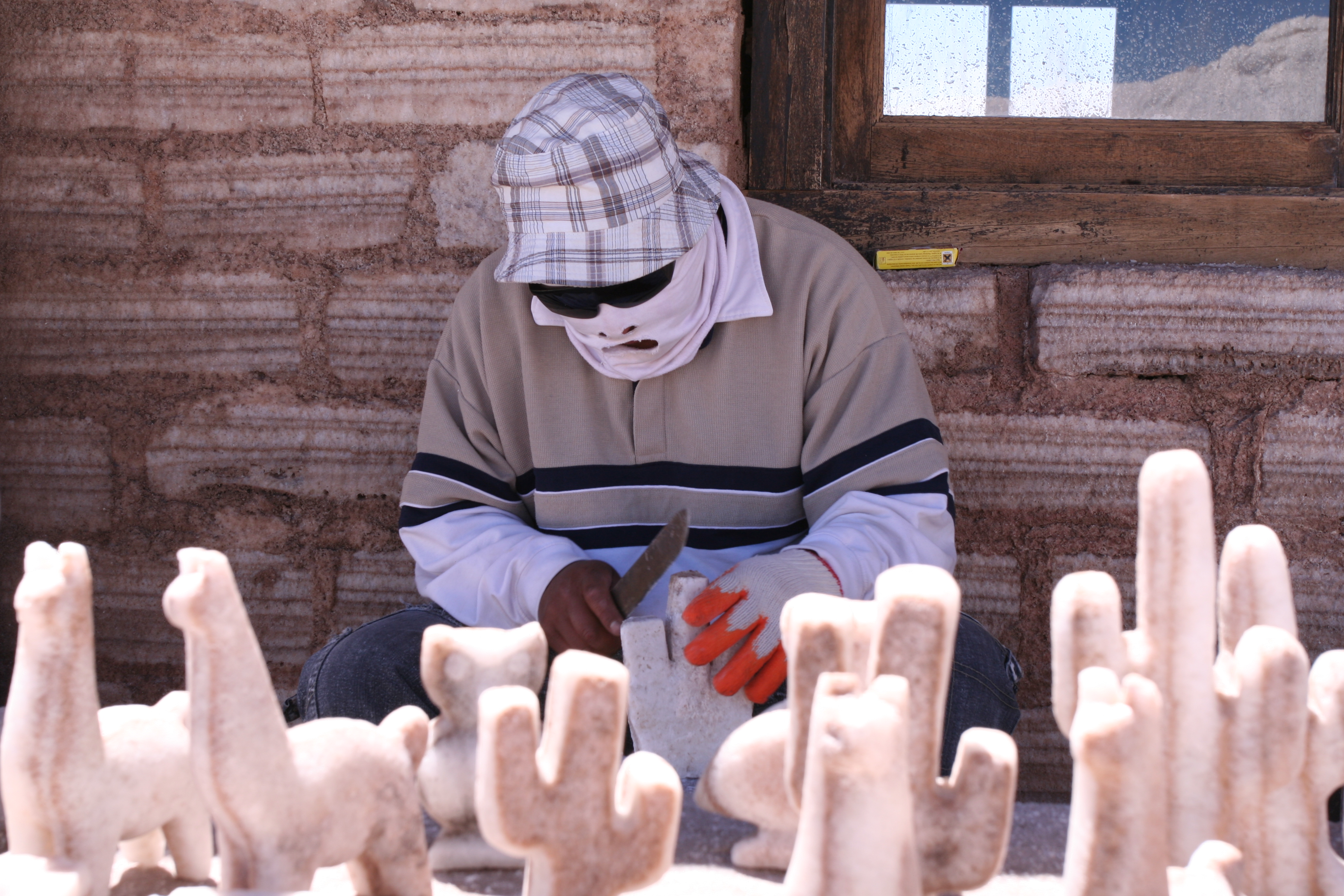
Artesano en Salinas Grandes.

Se ofrecen además una gran variedad de productos donde los artesanos muestran sus habilidades y conocimientos a través del vidrio, madera, piedras y metales como: relojes, lámparas, cuadros, vitreaux, etc. destacándose en salta los de hierro forjado en estilo colonial.

## Asociaciones y cooperativas de artesanos
- Cooperativa Artesanos de Morillo
- Asociación Artesanos de la Estación
- Asociación de Artesanos Independientes Cafayate Artesanal
- Iruya Artesanías
- Fundación Aymara
- Art Salta
- Muspay
- Asociación de Artesanos Collas de Islas de Caña
- A.PACHA.S
- Asociación Centro de Artesanos Salteños

## Ferias artesanales
En la  ciudad de Salta pueden visitarse:
- Mercado artesanal de Salta: -permanente- (calle San Martín 2555).
- Feria artesanal del Parque San Martín: -permanente- (Parque San Martín).
- Puestos de artesanías del Cerro San Bernardo: -permanente- (cima del cerro).
- Puestos de artesanías del Mercado San Miguel: -permanente- (Peatonal La Florida al 300).
- Feria artesanal de Plaza Güemes: -fines de semana y feriados- ( calle Balcarce al 500).
- Feria artesanal de calle Balcarce: -fines de semana y feriados- (calle Balcarce del 700 al 900).
- Feria artesanal de calle Ameghino o “de la Estación de Trenes” -fines de semana y feriados- (calle Ameghino al 700).
- Feria artesanal del milagro: -temporaria- Durante las fiestas del milagro donde artesanos de localidades vecinas y de todo el país se congregan para ofrecer sus productos.

Tanto las artesanías como los productos regionales pueden encontrarse en las ferias artesanales en toda la provincia, las que se ubican en muchas localidades tanto permanentes como temporales. Las temporarias se realizan los fines de semanas o festividades especiales y dependen de cada municipalidad local.
Anualmente desde el año 2007, durante la primera semana del mes de octubre, se realiza en la ciudad de Salta "la semana de la moda" donde artesanos, junto a artistas locales, emprendedores, diseñadores industriales, de interior y arquitectos presentan productos innovadores con identidad regional que posteriormente se comercializarán a diferentes mercados.